# Adriana Bastías
Adriana Bastías (Puerto Natales, Chile, 12 de agosto de 1979) es una doctora en ciencias, y bioquímica chilena especialista en genómica y biotecnología. Es docente e investigadora en la Universidad Autónoma de Chile, ex presidenta de la asociación Asociación Red de Investigadoras y elegida por dos años seguidos —en 2019 y 2020— como una de las «100 mujeres líderes de Chile».
Ha sido abiertamente vocera de la inequidad en las condiciones de género en la ciencia chilena así como la inversión en investigación, además de ser lideresa dentro del movimiento feminista en Chile.

## Biografía
Nace en la comuna de Puerto Natales, Chile, el 12 de agosto de 1979. Su familia se encuentra viviendo entre Puerto Natales, Punta Arenas y Dorotea.
Desde finales de la década de 2010 ha vivido en la región de O'Higgins, habitando en las comunas de Rengo y desde 2011 en Machalí.

### Educación
En 2005 se titula como Bioquímica de la Universidad Austral de Chile, donde estudió con la beca Juan Gómez Millas.
En noviembre de 2007 realiza un curso de fisiología de plantas en la Universidad Nacional de San Luis de Argentina. Entre noviembre de 2008 a mayo de 2009 realiza una pasantía en Ecofisiología Agrícola en la Universidad Jaime I de España; entre abril y junio de 2010 realiza otra pasantía en el Instituto Max Planck, Alemania.
En 2011, se titula de Doctora en Ciencias Mención Ingeniería Genética Vegetal de la Universidad de Talca. Entre 2012 y 2013 realizó estudios de postdoctorado en la Pontificia Universidad Católica de Chile y entre 2013 y 2015 siguió con sus estudios en el Instituto de Investigaciones Agropecuarias. En 2015, finaliza un diplomado en «innovación y emprendimiento para el sector agroalimentario» de la Universidad Técnica Federico Santa María. En 2018, obtiene el diplomado en «innovación y gestión colaborativa para la docencia en educación superior» de la Universidad Autónoma de Chile. En 2022, se titula de magister en gestión de gobierno de la Universidad Autónoma de Chile.

## Actividad científica y activismo

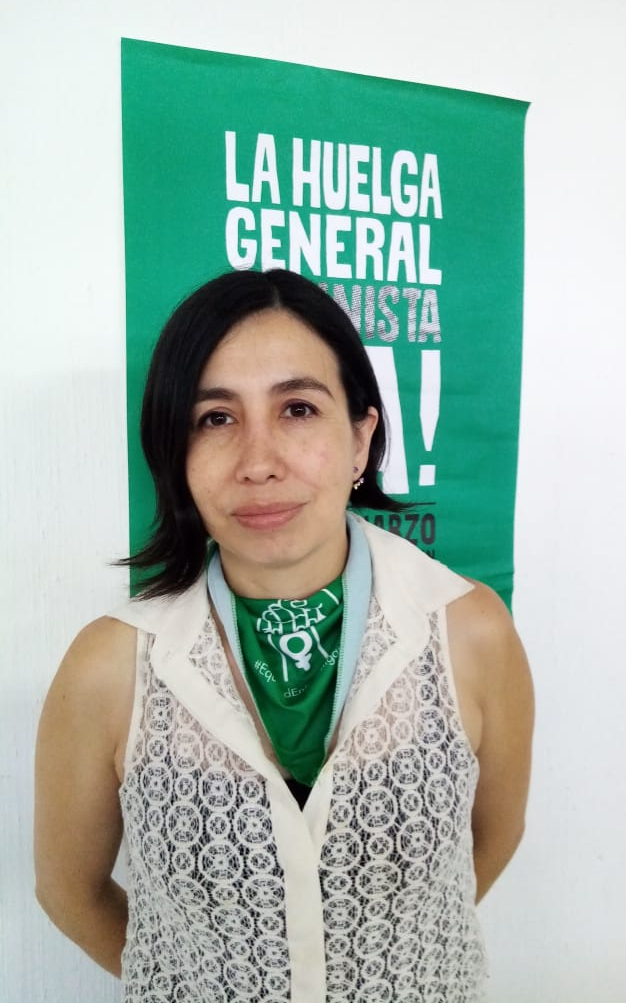
Adriana Bastías usando el pañuelo verde símbolo del aborto libre y de la lucha por los derechos reproductivos, originario de la Campaña Nacional por el Derecho al Aborto Legal, Seguro y Gratuito de Argentina.

Ha trabajado como ayudante en la Universidad Austral de Chile, profesora jefe en la Universidad de Talca, ayudante y docente en la Universidad de O'Higgins y en la Universidad Autónoma, esta última desde 2017 al presente. En su carrera ha sido directora de tres tesis de pregrado. Su trabajo en investigación ha sido reconocido por medio de varios fondos para proyectos financiados por medio de Fondecyt.
Entre 2016 y 2017 fue perito del Poder Judicial, para la Corte de Apelaciones de Rancagua.
Siendo miembro fundadora, entre 2016 y 2018 fue vicepresidenta de la Asociación Red de Investigadoras. En octubre de 2018 asume la presidencia de la asociación, luego de la renuncia al cargo de Karina Vilches.
Bastías ha sido una vocera y activista en cuanto a la desigualdad de género en la ciencia y academia de Chile. Ha sido entrevistada en múltiples medios de comunicación, como Radio Usach, El Mostrador, CNN Chile, entre otros.
Ha sido participante activa en el movimiento feminista en Chile, orientando sus esfuerzos a denunciar criticar los modelos establecidos dentro de la academia que imponen la desigualdad entre investigadoras e investigadores, donde las primeras son las desplazadas y desfavorecidas. De acuerdo a una entrevista realizada a ella en 2018, para el año 2016 «se contabilizan 228 casos de acoso sexual en 10 universidades chilenas».
En 2019 señaló que la baja representación de biografías de mujeres científicas chilenas dentro de la enciclopedia digital Wikipedia en español es un «reflejo de la cultura y la sociedad actual, incluyendo sus brechas».
Ha sido columnista para CIPER Chile —escribiendo sobre nuevas metodologías de financiamiento para la investigación de posgrado en Chile—, la revista «Qué Pasa» de La Tercera —sobre el bajo presupuesto estatal para la investigación científica en Latinoamérica y Chile— y El Mostrador.

### Investigación
Su investigación científica se ha centrado en la fisiología vegetal; investigando sobre la expresión génica regulada por nitrógeno; también ha trabajado en modelos integrados de las redes moleculares de plantas, marcadores moleculares, estrés abiótico, biodiversidad, plantas nativas y su genoma. En 2019 se anuncia el secuenciamiento parcial de la Aristotelia chilensis (Maqui), desarrollado por una equipo de la Universidad Autónoma de Chile liderado por la Dra. Bastías.

## Política
En enero de 2021 es anunciado que Adriana Bastías se postula como candidata constituyente para las elecciones de convencionales constituyentes de Chile de 2021, siendo candidata independiente con apoyo del partido Comunes en el distrito 16, correspondiente a las comunas de Chimbarongo, Las Cabras, Peumo, Pichidegua, San Fernando, San Vicente de Tagua Tagua, Chépica, La Estrella, Litueche, Lolol, Marchihue, Nancagua, Navidad, Palmilla, Paredones, Peralillo, Pichilemu, Placilla, Pumanque y Santa Cruz.

## Premios y distinciones
En 2019 y 2020 recibe por parte de El Mercurio y la institución "Mujeres empresarias de Chile" el reconocimiento por ser una de las «100 mujeres líderes de Chile».
En 2021 recibe reconocimiento por su trayectoria como egresada de la Universidad de Talca.
En 2023 recibe Premio Mujeres Destacadas O’Higgins 2023

## Publicaciones

### Libros
- Bastías Barrientos, Adriana (2020). Biodiversidad y plantas nativas de Chile (1 edición). Universidad Autónoma de Chile. ISBN 978-956-8454-98-2. doi:10.32457/isbn9789568454982972020-ed1.

### Publicaciones científicas
Esta es una lista de los trabajos científicos más citados de la investigadora; para revisar el listado completo revisa el perfil del investigador en Google Scholar.
- Villarroel, Franz; Bastías, Adriana; Casado, Alin; Amthauer, Rodolfo; Concha, Margarita I. (2007-07). «Apolipoprotein A-I, an antimicrobial protein in Oncorhynchus mykiss: Evaluation of its expression in primary defence barriers and plasma levels in sick and healthy fish». Fish & Shellfish Immunology (en inglés) 23 (1): 197-209. doi:10.1016/j.fsi.2006.10.008. Consultado el 11 de marzo de 2021.
- Concha, Margarita I.; Smith, Valerie J.; Castro, Karina; Bastías, Adriana; Romero, Alex; Amthauer, Rodolfo J. (23 de junio de 2004). «Apolipoproteins A-I and A-II are potentially important effectors of innate immunity in the teleost fish Cyprinus carpio: ApoA-I and apoA-II in innate immunity of the carp». European Journal of Biochemistry (en inglés) 271 (14): 2984-2990. doi:10.1111/j.1432-1033.2004.04228.x. Consultado el 11 de marzo de 2021.
- Yáñez, Mónica; Cáceres, Susan; Orellana, Sandra; Bastías, Adriana; Verdugo, Isabel; Ruiz-Lara, Simón; Casaretto, Jose A. (2009-10). «An abiotic stress-responsive bZIP transcription factor from wild and cultivated tomatoes regulates stress-related genes». Plant Cell Reports (en inglés) 28 (10): 1497-1507. ISSN 0721-7714. doi:10.1007/s00299-009-0749-4. Consultado el 11 de marzo de 2021.
- Bastías, Adriana; López-Climent, María; Valcárcel, Mercedes; Rosello, Salvador; Gómez-Cadenas, Aurelio; Casaretto, José A. (2011-03). «Modulation of organic acids and sugar content in tomato fruits by an abscisic acid-regulated transcription factor». Physiologia Plantarum (en inglés) 141 (3): 215-226. doi:10.1111/j.1399-3054.2010.01435.x. Consultado el 11 de marzo de 2021.
- Bastías, Adriana; Yañez, Mónica; Osorio, Sonia; Arbona, Vicent; Gómez-Cadenas, Aurelio; Fernie, Alisdair R.; Casaretto, José A. (2014-06). «The transcription factor AREB1 regulates primary metabolic pathways in tomato fruits». Journal of Experimental Botany (en inglés) 65 (9): 2351-2363. ISSN 1460-2431. PMC 4036503. PMID 24659489. doi:10.1093/jxb/eru114. Consultado el 11 de marzo de 2021.